# Darja Korobova
Darja Sergejevna Korobova (ryska: Дарья Сергеевна Коробова), född den 7 februari 1989 i Moskva, Ryssland, är en rysk konstsimmare.
Hon tog OS-guld i lagtävlingen i konstsim i samband med de olympiska konstsimstävlingarna 2012 i London.